# Netumbo Nandi-Ndaitwah
Netumbo Nandi-Ndaitwah (Oshana, 29 de octubre de 1952) es una política y diplomática namibia que se desempeña como la 5.ª presidenta de la República de Namibia desde el 21 de marzo de 2025, previamente fue vicepresidenta de Namibia de 2024 a 2025 y ministra de Relaciones Internacionales y Cooperación de 2012 a 2024. Previamente ejerció como vice primera ministra de Namibia desde 2015 hasta 2024. Es miembro de la Organización del Pueblo de África del Sudoeste (SWAPO), el partido gobernante de Namibia.
También es vicepresidenta del SWAPO desde 2017 y se convertirá en la primera candidata presidencial del partido en las elecciones presidenciales de noviembre de 2024.
De marzo de 2010 a diciembre de 2012 fue Ministra de Medio Ambiente y Turismo, y miembro desde hace mucho tiempo de la Asamblea Nacional. En 2017, Nandi-Ndaitwah fue elegida vicepresidenta del partido en el VI Congreso del partido. Es la primera mujer en ocupar ese puesto.

## Temprana edad y educación
Ndemupelila Netumbo Nandi-Ndaitwah nació el 29 de octubre de 1952 de Justina Nekoto Shaduka-Nandi y Petrus Nandi en Onamutai, en el norte de Namibia. Ndaitwah se educó en la Misión de Santa María en Odibo.
Nandi-Ndaitwah se exilió en 1974 y se unió a los miembros de la SWAPO en Zambia. Trabajó en la sede de la SWAPO en Lusaka, Zambia de 1974 a 1975 y asistió a un curso en la Escuela Superior Lenin Komsomol en la Unión Soviética de 1975 a 1976. Se graduó con un diploma en trabajo y práctica del movimiento juvenil comunista. En 1987 obtuvo un diploma de posgrado en administración y gestión públicas de la Facultad de Tecnología de Glasgow, Reino Unido, y en 1988 otro diploma de posgrado, en relaciones internacionales, de la Universidad de Keele, Reino Unido. En 1989 Nandi-Ndaitwah obtuvo una maestría en estudios diplomáticos, también de la Universidad de Keele.

## Carrera política
Nandi-Ndaitwah fue representante adjunta de la SWAPO en Zambia desde 1976 hasta 1978 y representante principal en Zambia de 1978 a 1980. De 1980 a 1986 fue la representante principal de la SWAPO en África Oriental, con sede en Dar es-Salam. Fue miembro del comité central de la SWAPO de 1976 a 1986 y presidenta de la Organización Nacional de Mujeres de Namibia (NANAWO) de 1991 a 1994.
Ha sido miembro de la Asamblea Nacional de Namibia desde 1990. Fue viceministra de Relaciones Internacionales y Cooperación de 1990 a 1996 y obtuvo el estatus ministerial por primera vez en 1996 como directora general de Asuntos de la Mujer en la Oficina del Presidente, cargo que ocupó hasta el año 2000. En 2000 fue ascendida a ministra y se le asignó la cartera de Asuntos de la Mujer y Bienestar Infantil.
De 2005 a 2010 fue Ministra de Información y Radiodifusión en el gabinete de Namibia. Posteriormente se desempeñó como Ministra de Medio Ambiente y Turismo hasta una importante reorganización del gabinete en diciembre de 2012, en la que fue nombrada Ministra de Asuntos Exteriores, una cartera que desde entonces pasó a llamarse Relaciones Internacionales y Cooperación.
Bajo la presidencia de Hage Geingob, Nandi-Ndaitwah fue nombrada vice primera ministra de Namibia en marzo de 2015, mientras se desempeñaba paralelamente como Ministra de Relaciones Internacionales y Cooperación. Nandi-Ndaitwah forma parte tanto del comité central de la SWAPO como del politburó. También es la secretaria de información y movilización del partido y, como tal, es una de las principales portavoces de la SWAPO.
En marzo de 2023, el presidente Hage Geingob nombró a Netumbo Nandi-Ndaitwah como única candidata del partido gobernante para las elecciones presidenciales de 2024.
En febrero de 2024 asumió el cargo de Vicepresidenta de Namibia tras el fallecimiento de Hage Geingob. Desde el 3 de diciembre de 2024, es presidenta electa de Namibia, siendo la primera mujer que desempeña este cargo. Nandi-Ndaitwah obtuvo 683.560 votos (58,7%).Tomó posesión de su cargo el 21 de marzo de 2025 y se convirtió en la primera mujer presidenta de la historia de Namibia.

## Vida personal
Nandi-Ndaitwah está casada con Epaphras Denga Ndaitwah, exjefe de las Fuerzas de Defensa de Namibia.